# Shining (film)
Shining (The Shining) è un film del 1980 co-scritto, diretto e prodotto da Stanley Kubrick.
Basato sull'omonimo romanzo di Stephen King nel 1977, il film, che ha come interpreti principali Jack Nicholson, Shelley Duvall e Danny Lloyd, narra il dramma della famiglia Torrance, che deve svernare in totale isolamento in un hotel in alta montagna, teatro di eventi inquietanti e soprannaturali che portano il padre Jack a impazzire, manifestando istinti omicidi. Il figlio, il piccolo Danny, dimostra di possedere un complesso di facoltà extrasensoriali, qui denominate the shining (tradotto come "la luccicanza"), che lo portano ad avere visioni dell'oscuro passato del luogo e degli eventi futuri.
Shining rappresenta una tappa dell'itinerario di attraversamento-appropriazione-sfondamento dei generi cinematografici attuata da Kubrick nel corso della sua carriera. Divenuto presto un cult movie, è entrato nell'immaginario collettivo ed è stato a volte classificato come il miglior film horror in assoluto. Shining è stato eletto al 2º posto tra i migliori film horror della storia del cinema, dopo L'esorcista, in una classifica stilata dalla rivista londinese Time Out. Nel 2008 Empire lo inserì al 52º posto nella lista dei 500 migliori film della storia.
Nel 2018 il film è stato selezionato per la conservazione nel National Film Registry degli Stati Uniti dalla Biblioteca del Congresso come "culturalmente, storicamente o esteticamente significativo".

## Trama
Jack Torrance, uno scrittore ed ex insegnante disoccupato con problemi di alcolismo alle spalle, accetta un incarico lavorativo come custode invernale dell'Overlook Hotel, un grande e lussuoso albergo sperduto tra le montagne del Colorado, distante molti chilometri da qualsiasi centro abitato. Durante il colloquio di assunzione con il direttore dell'albergo Stuart Ullman, quest'ultimo sostiene che si tratta di un impiego non dispendioso fisicamente, dato che richiede solo di mantenere pulito l'edificio e di attivare il riscaldamento solo in alcune sue parti, ma che presenta difficoltà di adattamento, in quanto rende necessario affrontare cinque mesi di totale isolamento. L'uomo racconta che dieci anni prima un altro incaricato, di nome Delbert Grady, fu colpito da un forte esaurimento nervoso che lo portò a uccidere sua moglie e le due figlie gemelle con un'accetta, per poi suicidarsi con una doppietta. Jack, con atteggiamento spavaldo, dichiara che non è una situazione che potrebbe capitargli e che, al contrario, qualche mese in solitudine e silenzio gli darebbe la tranquillità necessaria per scrivere il romanzo al quale sta lavorando.
Jack, sua moglie Wendy e il figlio Danny si trasferiscono così nell'Overlook Hotel. Il bambino ha un amico immaginario di nome Tony, "colui che sta dentro la sua bocca", che gli parla tramite un dito e con la voce di Danny stesso, aiutandolo nei casi di bisogno: "dice" di essere riluttante ad andare a vivere nell'hotel e anche lo stesso Danny inizia ad avere alcune macabre visioni dell'albergo che lo terrorizzano. Mentre visitano l'albergo, i Torrance incontrano il capocuoco afroamericano Dick Hallorann, il quale possiede la "luccicanza" (shining), una sorta di potere telepatico e di preveggenza, e si rende subito conto che anche Danny ne è dotato. Il cuoco avvisa il bambino che nell'albergo si possono avere visioni di alcuni brutti eventi accaduti in passato (l'edificio è stato costruito sul sito di un antico cimitero indiano), ma gli assicura che non bisogna averne paura perché si tratta di eventi non più reali. Danny, improvvisamente e in modo apparentemente inspiegabile, chiede informazioni riguardo alla camera numero 237; Hallorann, fino a quel momento tranquillo, sembra innervosirsi di colpo e, senza dargli ulteriori spiegazioni, lo avverte di non avvicinarsi assolutamente a tale stanza.
Trascorrono i giorni e presto la neve rende impraticabili tutti i collegamenti e mette fuori uso le linee telefoniche. Nell'albergo deserto, Jack passa le giornate a scrivere il suo romanzo, Wendy a fare i lavori domestici e Danny a fare lunghi giri nei corridoi con il suo triciclo. Al bambino, un giorno, capita di passare davanti alla camera 237 e tenta di entrarvi, ma non riesce in quanto la porta è chiusa a chiave. La vicinanza della stanza causa nel bambino un senso d'inquietudine che lo spinge ad allontanarsi velocemente.
Col passare del tempo la situazione degenera: Jack inizia a diventare scontroso e irascibile, mostrando anche segni di squilibrio mentale a causa della mancanza di ispirazione per il proprio romanzo e dell'isolamento, mentre in Danny si moltiplicano le visioni inquietanti: dal singolare incontro con le figlie gemelle di Grady, che lo invitano a giocare con loro, allo scempio dei loro cadaveri. Tony cerca di rassicurarlo ricordandogli che si tratta solo di visioni, come immagini in un libro, e che per tale motivo non gli possono nuocere. Danny, tuttavia, tramite la luccicanza, si rende conto che il padre sta cadendo in un vero e proprio stato di follia e che potrebbe fare del male a lui e alla madre. In un giorno successivo, pedalando ancora sul triciclo, Danny trova aperta la porta della camera 237 e, vinto dalla curiosità, vi entra. Nel frattempo, Wendy sente Jack urlare nel salone principale e va a controllare cosa stia succedendo: lui, angosciato, le racconta di avere avuto un incubo in cui ha visto sé stesso uccidere e fare a pezzi la propria famiglia. Mentre Wendy, turbata, cerca di rassicurare Jack, Danny arriva nel salone, con aspetto sconvolto e con graffi e segni sul collo: Wendy crede che sia stato Jack a ferire il figlio e porta Danny nel suo appartamento, al sicuro dal marito.
Jack si sposta nella sala da ballo dell'hotel, dove ha un irreale incontro con un barista degli anni Venti di nome Lloyd, al quale ordina da bere e poi racconta di non aver mai compiuto gesti violenti sui suoi familiari, giurando che non oserebbe mai farlo. Wendy lo raggiunge spaventata, avvisandolo che una figura femminile avrebbe aggredito il bambino nella camera 237. Mentre Danny contatta telepaticamente Dick Hallorann, Jack è inizialmente riluttante, ma poi si reca sul posto e trova una giovane e bellissima donna nuda nel bagno della camera che dapprima gli viene incontro e lo bacia, per poi tramutarsi in un cadavere in stato di decomposizione, che si trova contemporaneamente sdraiato nella vasca da bagno e in piedi mentre insegue il protagonista.
Sconvolto, Jack decide di mentire alla moglie, affermando di non aver notato nulla di particolare nella camera 237 e, di conseguenza, di ritenere che Danny si sarebbe ferito da solo. La crescente convinzione di essere bersaglio della propria famiglia e di ritenerla causa dei propri fallimenti porta tuttavia Jack a litigare con Wendy, mentre Danny, spaventato, ha nuovamente la terrificante visione dell'atrio dell'hotel avvolto in un bagno di sangue. Jack ha ormai perso la propria lucidità mentale: non è più in grado di distinguere le visioni dai fatti reali e, tornato nella sala da ballo, trova numerosi spettri che stanno tenendo una festa, tra i quali quello di Delbert Grady, il suo predecessore. Questi gli rivela di aver "punito" la moglie e le figlie perché una delle gemelle cercò di dare fuoco all'albergo, e gli consiglia di eliminare i suoi familiari, avvertendolo che Danny sta usando i suoi poteri contro di lui coinvolgendo Hallorann. Il cuoco, che si trova a Miami, viene a conoscenza dell'imminente pericolo grazie al contatto telepatico con Danny e tenta di mettersi in contatto con l'albergo, ma senza successo. Nel frattempo, si compie il processo di dissociazione mentale di Danny, con Tony che prende il sopravvento sulla sua mente.
Wendy non ha più dubbi sulla pazzia di Jack quando lo va a cercare nel salone armata di una mazza da baseball e scopre che i dattiloscritti del romanzo da lui realizzati non sono altro che pagine e pagine piene di una sola frase ripetuta all'infinito: «Il mattino ha l'oro in bocca» (nell'originale inglese All work and no play makes Jack a dull boy). Viene però sorpresa dal marito, che in preda alla follia inizia ad avanzare minaccioso verso di lei sputando vaneggiamenti sulle sue "responsabilità" nei confronti dell'hotel e su come la stessa moglie lo starebbe trascurando in favore di Danny. Arretrando in cima allo scalinata del salone, Wendy tramortisce Jack con la mazza per poi rinchiuderlo nella dispensa. Dall'interno, risvegliandosi, Jack tenta sadicamente di manipolarla, ma la donna scappa per andare a controllare la radio, con cui richiedere soccorso, e il gatto delle nevi; Wendy scopre che purtroppo entrambi sono stati sabotati dal marito.
Il fantasma di Grady libera Jack dalla dispensa, facendogli promettere di eliminare moglie e figlio; l'uomo quindi si impossessa della stessa ascia che Grady usò per uccidere la sua famiglia e, seppur claudicante, si dirige verso l'appartamento dove si trovano la moglie e il figlio. Mentre una sfinita Wendy sta dormendo con un enorme coltello da cucina vicino a sé, Danny scrive sulla porta più volte la parola "Etrom" ("Morte" al contrario, nell'originale "Redrum", ovvero la scrittura al contrario di Murder, "Omicidio") e comincia a urlare, svegliando la madre. Jack, intanto, sfonda la porta d'entrata dell'appartamento e Danny e Wendy si nascondono nel bagno, di cui l'uomo cerca di sfasciare la porta a colpi d'ascia; il bambino riesce a fuggire da una finestra, mentre la donna si difende dalla follia del marito ferendogli una mano con il coltello da cucina.
Nel frattempo, Hallorann raggiunge l'albergo con un gatto delle nevi che ha noleggiato, ma Jack, sentendolo arrivare, lo raggiunge e lo uccide con un colpo d'ascia al petto. Questo gli permette di scoprire la posizione di Danny, che per via della luccicanza ha assistito all'omicidio e urla traumatizzato. Danny, inseguito dal padre, si intrufola nel labirinto di siepi che si trova nel cortile dell'albergo, che ha già imparato a percorrere in precedenza, per poi coprire le proprie tracce con la neve e ritrovare la via d'uscita grazie alle sue impronte e a quelle del padre: così facendo, fa perdere Jack nel labirinto. Wendy, in giro per l'albergo alla ricerca del figlio, trova il corpo di Hallorann e si imbatte in alcune visioni terrificanti: il fantasma di Grady con il volto insanguinato a seguito del suicidio con il fucile mentre le propone un brindisi ed il fiume di sangue che dagli ascensori si riversa nell'atrio, come già accaduto a Danny. La donna, una volta uscita dall'hotel, riesce a ricongiungersi con il figlio uscito dal labirinto e i due fuggono via insieme con il gatto delle nevi utilizzato da Hallorann.
Jack intanto continua a vagare per il labirinto urlando, per poi accasciarsi nella neve. Il mattino seguente viene mostrato Jack ormai morto assiderato, in un'inquietante immagine che lo ritrae con gli occhi sbarrati. Il film si conclude mostrando una foto d'epoca scattata durante una festa di gala dell'albergo datata 4 luglio 1921, la quale ritrae misteriosamente tra i partecipanti un Jack Torrance sorridente e in abito elegante.

## Produzione

### Sviluppo
A causa dell'insuccesso commerciale di Barry Lyndon, Stanley Kubrick volle realizzare un film che fosse sia artisticamente soddisfacente sia sufficientemente fruibile dal grande pubblico, decidendo di optare per il genere horror. Come fu poi riferito a Stephen King, Kubrick ordinò al suo staff di procurargli una grande quantità di libri horror e si rinchiuse nel suo ufficio per leggerli. La sua segretaria, per un periodo, lo udì lanciare continuamente libri contro le pareti della stanza e nell'immondizia e sbraitare insoddisfatto, finché un giorno si accorse di un "innaturale" silenzio. Entrata per controllare cosa il regista stesse facendo, lo trovò immerso nella lettura di Shining.
Parlando del tema del film, Kubrick affermò che «c'è qualcosa di intrinsecamente sbagliato nella personalità umana. C'è una parte malvagia. Una delle cose che le storie horror possono fare è mostrare gli archetipi dell'inconscio; possiamo vedere la parte malvagia senza doverci confrontare con essa in modo diretto».

### Casting
Jack Nicholson (che aveva già ricoperto il ruolo di protagonista in un altro famoso film con al centro il tema della sanità mentale, ovvero Qualcuno volò sul nido del cuculo di Miloš Forman), fu la prima scelta di Kubrick per il ruolo di Jack Torrance, dato che gli altri attori considerati (tra cui Robert De Niro, che dichiarò che il film gli fece fare brutti sogni per un mese, Robin Williams e Harrison Ford) incontrarono la disapprovazione di King. Nella ricerca dell'attore giusto per il ruolo di Danny, Kubrick mandò alcuni dei suoi collaboratori Leon e Kersti Vitali, a Chicago, Denver e Cincinnati per creare un campione di interviste fatte a 5000 ragazzini in un periodo di sei mesi. Queste tre città vennero scelte da Kubrick per trovare un ragazzino con un accento a metà tra quello di Nicholson e quello di Shelley Duvall.

### Regia
Come di consueto nei film di Kubrick, per Shining vennero studiate e impiegate notevoli innovazioni tecnologiche, a partire dalla macchina da presa: la steadicam a mano, che permette movimenti veloci senza vibrazioni, né sobbalzi imprevisti, già impiegata nei film Questa terra è la mia terra, Rocky, Il maratoneta e Halloween - La notte delle streghe, qui adoperata al massimo della sua potenzialità dal suo stesso inventore, Garrett Brown. Per la maggior parte del film la macchina da presa segue gli spostamenti degli attori precedendoli o seguendoli a breve distanza, accentuando il carattere claustrofobico degli ambienti chiusi e labirintico dei lunghi corridoi dell'albergo. Ogni volta che Kubrick intende creare un particolare stato di attesa o di suspense la macchina da presa si avvicina progressivamente e lentamente verso il soggetto che rimane fermo.
Una tecnica di montaggio molto particolare è quella utilizzata per rappresentare le visioni di Danny. In genere, dopo un primo piano di Danny, appare la visione vera e propria, che è realizzata interrompendo bruscamente un'immagine di fondo con un'altra che in genere è di fortissimo impatto emotivo, come, per esempio, le scene ambientate nella "Red Room", la stanza piena di sangue.

### Riprese
Le riprese del film iniziarono nel maggio del 1978 e terminarono nell'aprile del 1979. La produzione, durata più di un anno, fu ardua e lunga, spesso con giornate molto stressanti, vista la natura altamente meticolosa di Kubrick.
Il regista sottopose i membri del cast ad un notevole sforzo fisico e psicologico. Shelley Duvall, che confidava in tempi più brevi, di appena sedici settimane, non andava d'accordo con Kubrick, discutendo spesso sul set riguardo alle battute, sul suo modo di recitare e tanto altro. L'attrice subì un tale stress al punto da ammalarsi e iniziò a perdere i capelli. Scatman Crothers, interprete di Halloran, fu appesantito dal ritmo di produzione al punto da minacciare l'abbandono del set. Joe Turkel, interprete del barista Lloyd, riferì in un'intervista di come le riprese della scena del bar causarono numerose lungaggini, arrivando a durare sei settimane nelle quali si girava per tredici ore al giorno, aggiungendo che, a fine giornata, i suoi abiti erano intrisi di sudore.
Il copione subiva continui cambiamenti, anche nella stessa giornata, aumentando così la pressione sugli attori. Jack Nicholson ad un certo punto sarebbe diventato così frustrato da gettare le copie fornitegli dalla troupe, confidando nel fatto che sarebbe comunque stato modificato nuovamente. L'attore, infatti, imparava gran parte delle battute all'impronta, pochi minuti prima dell'inizio delle riprese.
Per la scena finale nella Gold Room, Kubrick ordinò alle comparse di non parlare bensì mimare delle conversazioni. Consapevole, per esperienza, che le comparse spesso mimano le proprie attività in modo grossolano, chiese loro di farlo in modo naturale, per dare alla scena il realismo di un salto temporale negli anni venti.

#### Interni

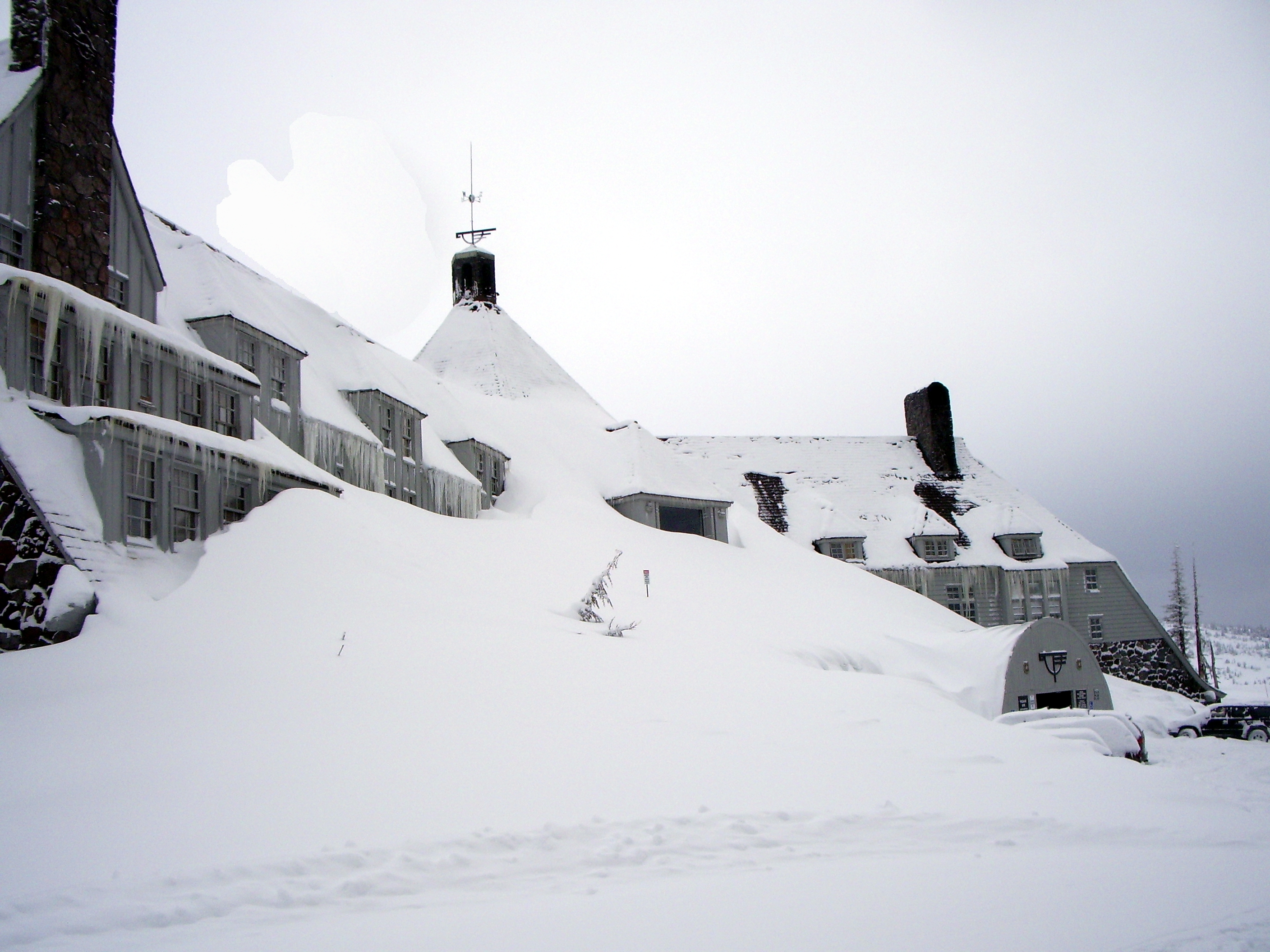
L'aspetto del Timberline Lodge nella stagione invernale

Avendo scelto il romanzo di King come soggetto del suo film, Kubrick, dopo una fase di pre-produzione, fece costruire i set degli interni agli EMI Elstree Studios di Borehamwood, in Inghilterra. Alcuni dei set sono stati concepiti basandosi sull'Ahwahnee Hotel nel Yosemite National Park. Per permettersi di girare le scene in ordine cronologico, Kubrick usò svariati stage per avere tutti i set a disposizione durante l'intera durata delle riprese.
Il set dell'Overlook Hotel fu, all'epoca, il più grande mai costruito negli studios, dal momento che includeva una ricostruzione a grandezza naturale della facciata dell'albergo. Nel febbraio del '79 il set venne danneggiato da un incendio, causando un ritardo nella produzione, che a sua volta ritardò le riprese de I predatori dell'arca perduta di Spielberg.

#### Esterni
Mentre la maggior parte delle riprese di scene in spazi chiusi, e di alcune riprese esterne dell'Overlook Hotel, venivano realizzate negli studios, una seconda troupe, guidata da John Harlan, si dedicò alla riprese di scene esterne. Per la ripresa aerea all'inizio del film venne filmato il Saint Mary Lake e la Wild Goose Island del Glacier National Park, mentre per le riprese del viaggio in macchina della famiglia Torrance venne usata la Going-to-the-Sun Road. Alcune riprese aeree dell'Overlook Hotel furono effettuate presso il Timberline Lodge, che si trova sul monte Hood in Oregon. Queste inquadrature sono riconoscibili dall'assenza del labirinto di siepi, che è presente invece nella location ricostruita. I proprietari del Timberline Lodge chiesero a Kubrick di cambiare il numero della sinistra camera 217, in cui nel romanzo di King ha luogo l'omicidio delle due sorelline, per paura che il pubblico rimanesse impressionato e non volesse alloggiare nella reale camera 217. Kubrick modificò quindi il numero della stanza in 237, che non corrispondeva ad alcuna camera dell'hotel reale. Per contro, dopo l'uscita del film, gli ospiti del Timberline Lodge che chiesero di alloggiare proprio nella stanza incriminata furono così tanti che non fu possibile accontentarli.
Alcune inquadrature aeree scartate della scena di apertura sono state introdotte nell'epilogo della prima versione del film Blade Runner di Ridley Scott, con il lieto fine imposto dalla produzione.

## Colonna sonora
La colonna sonora e il sound design del film sono il frutto di un variegato mosaico: da Wendy Carlos, che per i titoli di testa si è ispirata al quinto movimento della Sinfonia fantastica di Hector Berlioz, a Rachel Elkind - già collaboratrici di Kubrick per Arancia meccanica - a Béla Bartók (Musica per archi, percussioni e celesta), György Ligeti, Krzysztof Penderecki, insieme a vari motivi ballabili degli anni venti e trenta. Ecco tutte le musiche riprodotte nel film:
- Tema principale del Dies irae (sui titoli di apertura della pellicola). La base musicale di The Shining (Main Title) è tratta dalla melodia gregoriana della sequenza Dies irae del XIII secolo.
- The Shining Main Theme, di Wendy (Walter) Carlos e Rachel Elkind
- Rocky Mountains, di Wendy (Walter) Carlos e Rachel Elkind
- Lontano di György Ligeti, Ernest Bour con la Sinfonieorchester des Südwestrundfunks (Wergo Records)
- Musica per archi, percussioni e celesta (III movimento), di Béla Bartók, Herbert von Karajan con i Berliner Philharmoniker (Deutsche Grammophon)
- Jutrznia, talora indicato come "Utrenja", di Krzysztof Penderecki, Andrzej Markowski con l'Orchestra Sinfonica della Radio Nazionale Polacca di Varsavia (Polskie Nagrania Records)
- Il Risveglio di Giacobbe (Als Jakob Erwacht), De Natura Sonoris No.1, De Natura Sonoris No. 2, di Krzysztof Penderecki, Orchestra Sinfonica della Radio Nazionale Polacca (EMI)
- Kanon per 52 archi e nastro magnetico, di Krzysztof Penderecki
- Midnight, the Stars and You di Jimmy Campbell, Reginald Connelly e Harry Woods cantata da Ray Noble Band con Al Bowlly (non inclusa nell'album della colonna sonora)
- Home di Henry Hall e i Gleneagles Hotel Band (Columbia Records)
- Masquerade, eseguita da Jack Hilton e la sua Orchestra
- It's All Forgotten Now, eseguita dalla Ray Noble Orchestra con Al Bowlly

Wendy Carlos descrive così il procedimento con cui ha ottenuto il suono caratteristico della colonna sonora:
(Wendy Carlos)
Si tenga presente che le musiche di Bartók, Ligeti e Penderecki non sono utilizzate integralmente, e talora sono alterate rispetto alle registrazione originarie.
Le edizioni del film in DVD pubblicate dal 2001 in poi contengono un audio remixato a 6 canali (Dolby Digital 5.1) che non corrisponde a quello originale monofonico previsto da Kubrick (infatti sono presenti alcune lievi differenze).

## Distribuzione

### Divieti
Negli USA la pellicola è stata classificata "R" (Restricted), ovvero vietata ai minori di 17 anni, "per contenuti e atteggiamenti inquietanti e violenti, immagini sanguinose, nudità grafica e linguaggio forte"; in Italia è stata vietata ai minori di 14 anni, mentre l'edizione estesa non ha ricevuto nessun divieto.

### Data di uscita
Alcune date di uscita internazionali nel corso degli anni sono state:
- 23 maggio 1980 negli Stati Uniti d'America
- 26 settembre in Finlandia (The Shining –Hohto)
- 16 ottobre in Germania Ovest (Shining)
- 30 ottobre nei Paesi Bassi
- 8 novembre nel Regno Unito
- 13 dicembre in Giappone (シャイニング; Shainin'gu)
- 22 dicembre in Grecia (Η λάμψη; ī lámpsī)
- 22 dicembre in Italia (Shining) e Spagna (El resplandor)
- 25 dicembre in Messico (El resplandor) e Brasile (O Iluminado)
- 15 gennaio 1981 in Perù (El resplandor)
- 2 giugno 1983 a Hong Kong (闪灵; Shǎn líng)

In occasione dei quarantesimo anniversario dalla pubblicazione del libro di King, Nexo Digital ha redistribuito nelle sale il film dal 31 ottobre al 2 novembre 2017. Prima dell'uscita al cinema del seguito Doctor Sleep, il 21 e il 22 ottobre 2019 è stata presentata la versione restaurata in 4K dell'edizione estesa (con il doppiaggio ex novo nelle parti inedite in Italia). La rimasterizzazione in 4K è stata realizzata usando una nuova scansione in 4K del negativo originale in 35mm al Warner Bros. Motion Picture Imaging. Il regista Steven Spielberg e l'ex assistente personale di Stanley Kubrick, Leon Vitali, hanno lavorato a stretto contatto con il team della Warner Bros. durante il processo di mastering.

### Edizioni estere

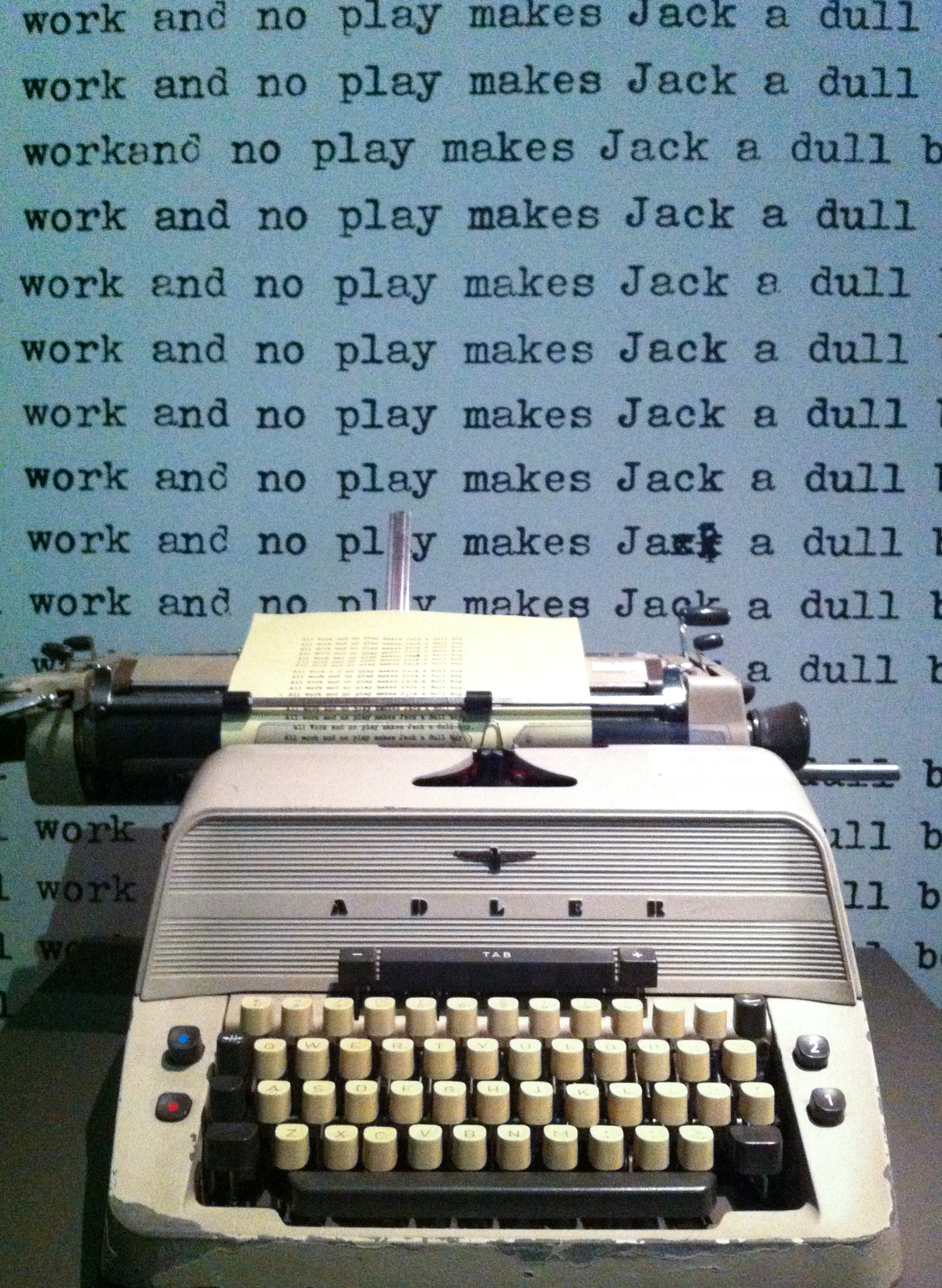
"All work and no play makes Jack a dull boy". La macchina da scrivere originale è una tedesca ADLER Universal 39.

Kubrick si è occupato anche delle versioni del film distribuite nei paesi in cui esso sarebbe stato doppiato. La frase che Jack scrive ossessivamente sulla macchina da scrivere, inserendo di tanto in tanto alcuni errori, nella versione originale del film è il proverbio All work and no play makes Jack a dull boy. Kubrick ha però girato questa sequenza più volte, sostituendo di volta in volta la frase con frasi diverse in italiano, francese, spagnolo e tedesco, perché il film sarebbe stato doppiato in queste lingue nei rispettivi paesi. Nella seguente tabella sono riportate le frasi nelle diverse lingue; è evidente come in tutte le versioni sia stato utilizzato un proverbio famoso nella lingua di distribuzione.
| Lingua   | Frase                                                         | Traduzione in italiano                                            |
| -------- | ------------------------------------------------------------- | ----------------------------------------------------------------- |
| Inglese  | All work and no play makes Jack a dull boy                    | Solo lavoro e niente divertimento rendono Jack un ragazzo noioso. |
| Italiano | Il mattino ha l'oro in bocca                                  |                                                                   |
| Tedesco  | Was Du heute kannst besorgen, das verschiebe nicht auf Morgen | Non rimandare a domani quello che puoi fare oggi.                 |
| Spagnolo | No por mucho madrugar amanece más temprano                    | Anche se ti alzi più presto, non farà giorno prima.               |
| Francese | Un «Tiens» vaut mieux que deux «Tu l'auras»                   | Un «Tieni» vale più di due «Avrai».                               |

Anche le didascalie del film (inclusa quella sottostante la foto nel finale) sono state tradotte. Purtroppo le edizioni DVD del film in tutto il mondo (distribuite dopo la morte del regista) contengono esclusivamente la versione originale inglese del dattiloscritto e delle didascalie, sacrificando le scelte di Kubrick.
Stanley Kubrick commissionò alla sua segretaria, Margaret Adams, di battere a macchina la frase "All work and no play makes Jack a dull boy" su ciascuna delle circa cinquecento pagine che nel film costituiscono il manoscritto di Jack Torrance. La segretaria impiegò mesi, dattilografando le pagine ogni giorno in diversi stili, per completare il lavoro.

### Edizione italiana

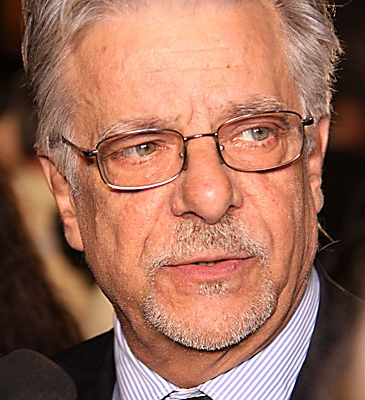
L'attore Giancarlo Giannini, voce italiana di Jack Nicholson

L'edizione italiana del film è stata diretta da Mario Maldesi, storico direttore di doppiaggio delle versioni italiane dei film di Kubrick da Arancia meccanica in poi, mentre i dialoghi italiani sono di Simona Izzo. Il film è stato doppiato in italiano presso gli studi della International Recording con le voci della C.V.D. nella versione integrale di 144 minuti.
Il doppiaggio delle scene inedite, però, non è mai stato utilizzato e per l'uscita della versione integrale nel 2019 esse sono state doppiate ex-novo dallo Studio Emme spa di Roma (che si è occupata anche della sonorizzazione) sotto la direzione di Rodolfo Bianchi con l'adattamento dei dialoghi da parte di Valerio Piccolo: tra i personaggi principali, solo quello di Jack Torrance ha mantenuto la voce di Giancarlo Giannini in entrambe le edizioni.

## Accoglienza

### Incassi
Shining, al suo esordio negli Stati Uniti, incassò 622337 $, subito dietro a L'Impero colpisce ancora e The Gong Show Movie. Al suo ritiro dalle sale il film aveva incassato 44360123 $, risultando così il 14° miglior incasso del 1980.
In Italia il film incassò circa 668 542 ₤, ponendosi al decimo posto tra i film più visti dell'anno. Al momento della sua riedizione, nel 2017, la pellicola ha incassato, in tre giorni di proiezione, 288447 €.

### Recensioni iniziali
Alla sua uscita il film ricevette recensioni miste. Janet Masli, del The New York Times, lodò l'interpretazione di Nicholson e apprezzò l'Overlook Hotel in quanto efficace location per l'horror, ma scrisse che "perfino le immagini più sorprendentemente terrificanti del film sembrano imperiose e persino irrilevanti". Variety fu molto critico, dicendo che "Con tutto il possibile per lavorare, […] Kubrick ha lavorato con l'agitato Nicholson alla distruzione di tutto ciò che era così terrificante nel bestseller di Stephen King". Una critica comune riguardava la lentezza della pellicola, atipica degli horror del periodo. Il film, nel 1980, ebbe due candidature ai Razzie Awards per il peggior regista (Stanley Kubrick) e la peggiore attrice (Shelley Duvall).

#### Reazione di Stephen King
Uno dei giudizi più negativi sul film fu proprio quello di Stephen King, autore del libro che aveva ispirato Kubrick. King definì la pellicola "fredda e distaccata", diametralmente opposta all'opera originale. Disse poi che, dal suo punto di vista, aveva trovato il personaggio di Jack "completamente pazzo fin dalla prima scena", mentre nel suo romanzo lo aveva pensato come un uomo forte, poi soggiogato da forze oscure; inoltre non apprezzò l'interpretazione della Duvall, dicendo che "si trova lì solo per strillare ed essere stupida". Nonostante ciò King, in Danse macabre, mise il film nella lista degli horror "che hanno dato un contributo peculiare al proprio genere".

## Riconoscimenti
- 1981 – Saturn Award
  - Miglior attore non protagonista a Scatman Crothers
  - Miglior colonna sonora a Krzysztof Penderecki
  - Candidatura al miglior film horror
- 1980 – Razzie Awards[39]
  - Candidatura al peggior regia a Stanley Kubrick
  - Candidatura alla peggior attrice a Shelley Duvall (Nel 2022 la candidatura a Duvall viene revocata)[40]

## Versioni alternative
Esistono tre versioni del film: la versione originale da 146 minuti, la versione di 144 minuti disponibile al pubblico nordamericano e la versione internazionale da 119 minuti.
Dopo la première e una settimana di proiezioni della versione originale di 146 minuti Kubrick tagliò una scena del finale ambientata in ospedale. La scena vede Wendy in un letto che parla con Mr. Ullman, l'uomo che assunse Jack all'inizio del film, che le dice che la polizia non riesce a trovare il corpo di suo marito all'interno dell'albergo. Il direttore dell'hotel si avvicina al bambino nel letto d'ospedale e gli dona una palla da tennis identica a quella che Danny si vide lanciare sul pavimento dell'albergo dalla stanza 237. Infine viene mostrata la fotografia con Jack. Questa scena, della durata di circa due minuti, fu tagliata da tutte le copie esistenti del film su ordine della Warner Bros., e ciò portò il film a 144 minuti, la versione distribuita in Nord America il 23 maggio 1980.
La versione internazionale dura invece 119 minuti, poiché Kubrick decise di tagliare e rimontare personalmente altri 24 minuti del film.

## Remake
Nel 1988 è stato prodotto in Turchia un remake non autorizzato di Shining, intitolato Biri beni gözlüyor.

## Sequel
Nel 2019 è stato realizzato il sequel Doctor Sleep, scritto e diretto da Mike Flanagan e tratto dall'omonimo romanzo di Stephen King.
Il romanzo di King Doctor Sleep è un sequel del suo romanzo horror del 1977 Shining, in cui il personaggio di Danny Torrance appare adulto.
Nell'aprile 2020 uno spin-off intitolato Overlook è entrato in fase di sviluppo per HBO Max, poi abbandonato nel 2021.

## Documentari
- La figlia di Stanley Kubrick, Vivian, girò Making The Shining (1980), un making of sulla lavorazione del film, commissionato dalla BBC.
- Nel 2012 è uscito il documentario Overlook Hotel - Stanza 237 (Room 237), diretto da Rodney Ascher, incentrato sui presunti significati nascosti nel film.
- Nel 2006 la band musicale Thirty Seconds to Mars ispirò il video musicale del proprio brano The Kill al film, rielaborando alcune celebri scene.[47]

## Interpretazioni

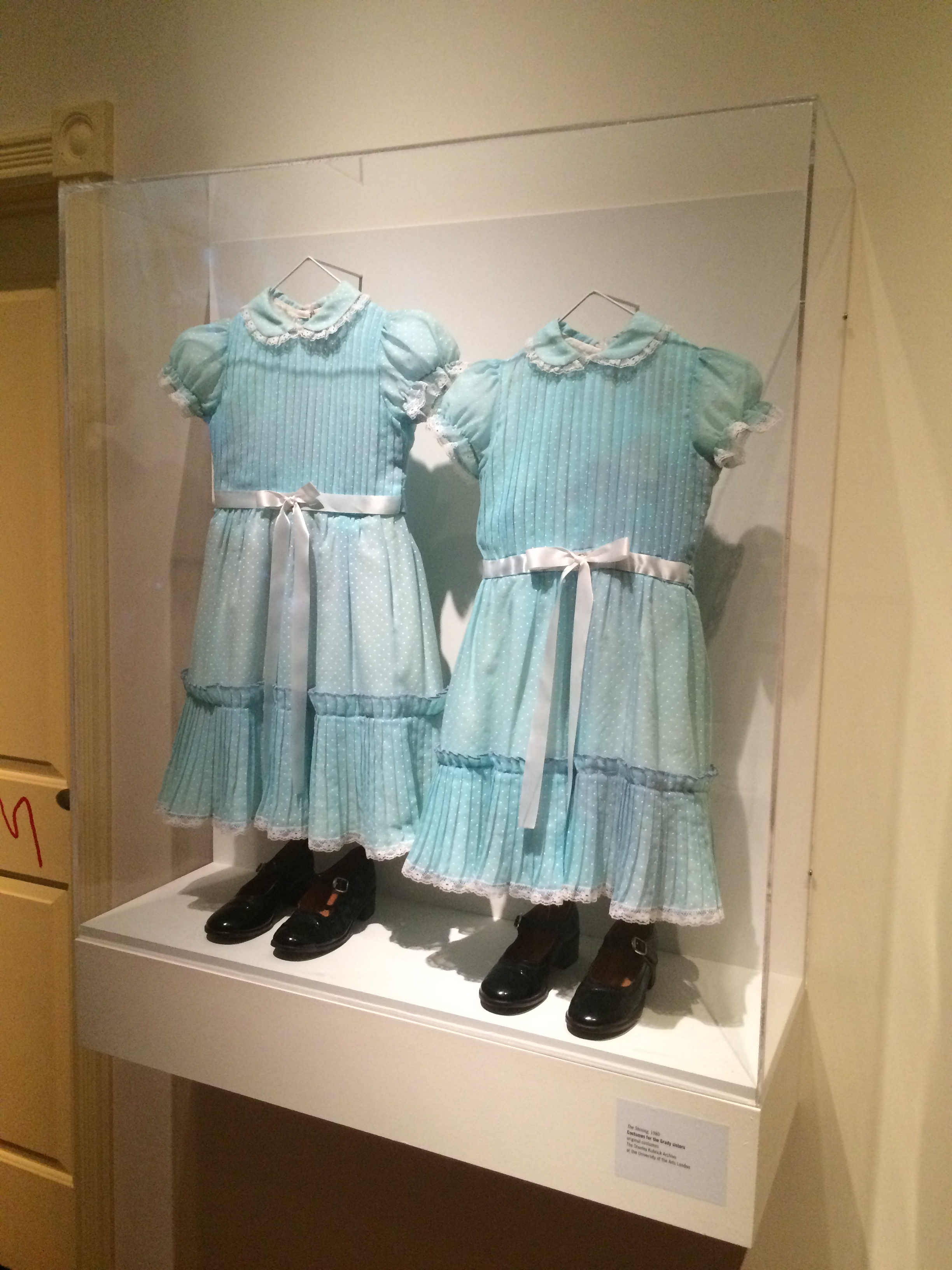
Vestiti indossati dalle sorelle Grady esposti allo Stanley Kubrick: The Exhibit, TIFF, Canada

Nel film ci sono riferimenti allo sterminio dei Nativi Americani, all'Olocausto e alla storia di Teseo e il Minotauro. Tali easter egg hanno dato vita a teorie della cospirazione.
In alcune sequenze, c'è il dubbio se siano presenti o meno fantasmi. Nelle scene in cui Jack vede i fantasmi, si trova sempre di fronte a uno specchio o, nel caso della sua conversazione in magazzino con Grady, a una porta riflettente e molto lucida. Il critico cinematografico James Berardinelli osserva: «È stato sottolineato che c'è uno specchio in ogni scena in cui Jack vede un fantasma, facendoci chiedere se gli spiriti siano i riflessi di una psiche torturata».
Nel film è ricorrente il "tema del doppio". Sembrano esserci due Jack Torrance, quello che impazzisce e muore di congelamento nel presente e quello che appare in una fotografia del 1921 appesa al muro dorato del corridoio all'interno dell'Overlook. In un'intervista con Michel Ciment, Kubrick ha detto che la fotografia suggerisce che Jack fosse la reincarnazione di un precedente funzionario dell'hotel. Questo non ha impedito letture alternative, come quella che Jack è stato "assorbito" nell'Overlook Hotel, entrando a far parte della moltitudine di spettri che lo popolano.